# Crépuscule des idoles
Cet article possède un paronyme, voir Le Crépuscule d'une idole.
 (mars 2019).
Crépuscule des idoles ou Comment on philosophe avec un marteau (titre original : Götzen-Dämmerung oder wie man mit dem Hammer philosophiert ; le sous-titre est parfois traduit par Comment philosopher à coups de marteau, mais cette traduction est incorrecte) est une œuvre du philosophe Friedrich Nietzsche écrite et publiée en 1888 et conçue comme un résumé de sa philosophie. Le titre est une référence ironique au Crépuscule des dieux de Richard Wagner. Elle est composée d'un avant-propos, de dix chapitres et d'un extrait d'Ainsi parlait Zarathoustra (« Le marteau parle »).

## Un livre en onze parties

### Maximes et traits
Se distinguent dans cet ensemble les maximes suivantes (les plus connues) :
- « [...] ce qui ne me tue pas me rend plus fort. »
- « La sagesse trace des limites même à la connaissance. »
- « Sans la musique, la vie serait une erreur. »

Par ailleurs, Nietzsche se redéfinit comme un homme posthume (« les hommes posthumes — moi par exemple — ») et on peut percevoir, sinon une influence du moins une communauté de pensée avec Spinoza (« le remords est indécent ») quand ce dernier affirme « qui se repent est doublement malheureux. » 
On peut également noter quelques aphorismes misogynes, au premier rang desquels le vingt-septième : « On tient la femme pour profonde. Pourquoi ? Parce que chez elle on ne touche jamais le fond. La femme n'est pas même plate. »

### Le Problème de Socrate
Nietzsche commence par revenir sur ce qu’il désigne comme « le problème de Socrate ». Il explique que de tous temps, les plus grands Sages ont dit de la vie, dans le doute et la lassitude, qu’elle n’avait aucune valeur. Même Socrate en avait assez. On crut pendant un temps qu’il y avait du vrai dans ce jugement, avant de se dire qu’il induisait en fait quelque chose de malade, de dégénéré, de décadent (le terme « décadence » est en français dans le texte tout au long du Crépuscule). Selon Nietzsche, tout jugement de valeur sur la vie est une sottise, la réelle finesse étant justement que la valeur de la vie ne saurait être évaluée par le vivant qui en est l’objet. Pour Nietzsche, tout chez Socrate est excessif : « le désordre anarchique des instincts » comme « l’hypertrophie de la faculté logique ». L’équation socratique Raison = Vertu = Bonheur se pose en contradiction avec la manière de penser des anciens Hellènes, pour lesquels Vertu = Instinct = Inconscience radicale. La dialectique socratique a altéré la pensée grecque. Les aristocrates, qui se méfiaient de cette manière de présenter ses arguments peu convaincante en assemblée, ont pourtant été fascinés par Socrate, qui a substitué sa pensée au « ce qui a besoin d’être prouvé ne vaut pas grand-chose », alors prédominant. Aux yeux de Nietzsche, l’ironie socratique, qui s’applique à désarmer ses adversaires pour les tourner en dérision, serait peut-être symboliquement une forme de vengeance de l’homme du peuple (que représente Socrate, lui qui appartenait au bas peuple de par sa naissance) sur l’aristocrate. Selon lui, si la société athénienne eut besoin de Socrate, c’est parce que son idiosyncrasie (sa manière d’être) n’était déjà plus un cas isolé. Socrate fascinait car il incarnait à la fois le cas extrême « d’un mal universel qui commençait alors à se répandre », du fait qu’il admettait renfermer en lui « les pires appétits », et à la fois la solution à ce mal, étant prétendument parvenu à se maîtriser lui-même. Cependant, selon Nietzsche, Socrate n’était en fait qu’une « apparence trompeuse de la guérison de ce mal ». Ainsi, la rationalité à tout prix des philosophes grecs à partir de Platon devint la planche de salut du monde grec en péril. Ils instaurèrent l’idée d’une lumière perpétuelle et décrétèrent que « toute concession aux instincts entraîne vers l’abîme… » Cette manière de penser n’est, pour Nietzsche, qu’une manifestation de la décadence. Il écrit : « Être obligé de lutter contre ses instincts – voilà bien la formule de la décadence. »

### La Raison dans la philosophie
Nietzsche pense ensuite le problème de la « raison » dans la philosophie. Il commence par dénoncer les philosophes qui croient à l’Être, au monde vrai, qui prônent la réfutation des sens et du corps, qui, selon eux, sont immoraux, et altèrent la relation entre l’individu et le monde vrai. C’est ce moralisme outrancier que Nietzsche veut mettre à mal. La définition qu’il donne de la morale dans Ecce Homo (1888) résume sa pensée : pour lui, la morale est « une idiosyncrasie de décadents guidés par l'intention cachée de se venger de la vie, intention d'ailleurs couronnée de succès. » Nietzsche, écrit à l’inverse de ces moralistes que « c’est la « raison » qui est cause de ce que nous falsifions le témoignage des sens. Tant que les sens montrent le devenir, l’impermanence, le changement, ils ne mentent pas… » Pour Nietzsche, la seule science que nous sommes en mesure de posséder est d’accepter le savoir de nos sens. En cela, la métaphysique, la théologie ou encore la psychologie seraient pré-scientifiques. De plus, la logique et les mathématiques n’ont que peu de valeur, étant donné que, selon lui, la réalité n’y est jamais présente. Il écrit : « Le monde « apparent » est le seul. Le monde « vrai » n’est qu’un mensonge qu’on y rajoute… » Dans la philosophie de Nietzsche, abolir l’idée de monde vrai reviendrait magistralement à abolir celle du monde des apparences (cf. section Comment, pour finir, le monde vrai devint une fable). Plus loin se dévoile une nouvelle idole, que Nietzsche réfute entièrement, celle qui consiste à confondre en philosophie ce qui vient en premier et ce qui vient en dernier. Les notions les « plus hautes » (qui sont aussi, selon Nietzsche, les plus vides) d’Être, d’Absolu, de Bien, de Vrai « ne saurai[en]t décemment naître » des notions les « plus basses ». Elles sont rangées, égales les unes aux autres, « en tant que commencement », et sont unifiées dans la notion ultime de « Dieu ». Pour Nietzsche, seuls des cerveaux malades peuvent être à l’origine de ces élucubrations. L’introduction de l’Être en tant que cause vient du langage et est aussi un symptôme de cette maladie (cette idée est à rapprocher de ce que Nietzsche écrit dans Humain, trop humain (1878) : « Danger du langage pour la liberté de l'esprit. - Chaque mot est un préjugé. »). « L’erreur de l’Être […] a pour elle chaque mot, chaque phrase que nous prononçons. ». Est visé en premier lieu le verbe « être », inévitablement employé à tort et à travers. De même, c’est par défaut que la perspective religieuse de la « raison » comme héritage d’une vie antérieure et divine a été pensée, dans l’incapacité à discerner la provenance de la certitude subjective. Voilà certains de ces principes anciens, indiscutés car indiscutables, sur lesquels s’est bâtie la théologie, et auxquels Nietzsche déclare la guerre. Il écrit : « Je crains que nous ne puissions nous débarrasser de Dieu, car nous croyons encore à la grammaire… »

### Comment un monde vrai devint enfin une fable, Histoire d'une erreur
Le monde vrai est inaccessible pour le moment : 

« Le monde vrai-inaccessible? En tout cas pas encore atteint. Donc, en tant que tel inconnu. »

### La morale comme manifestation contre nature
La morale serait donc une anti-nature. En premier lieu, l’attaque des passions à la racine dirigée par l’Église revient, pour Nietzsche, à une attaque de la vie à la racine. La première caractéristique de l’Église serait donc d’être hostile à la vie, plutôt que de se demander « comment […] spiritualiser, embellir, diviniser un appétit ? » Cette « hostilité radicale […] à l’égard des sens », n’est, selon Nietzsche, « indispensable qu’aux dégénérés. » Elle « autorise tous les soupçons quant à l’état général d’un être capable de tels excès… » Cette haine serait en fait un aveu de faiblesse, de la part de ceux qui n’ont pas la force de lutter contre leur « démon ». Nietzsche critique l’aspiration chrétienne de la paix de l’âme, et ce dans toutes les formes qu’elle revêt, en disant d’elle que c’est « renoncer à la grandeur de la vie ». Pour lui, « On n’est fécond qu’à ce prix : être riche de contradictions. » Avec humour, il finit par se demander si son Crépuscule des idoles ne serait pas lui aussi « une sorte de « paix de l’âme »… » Pour Nietzsche, toute morale (« tu dois », « tu ne dois pas ») saine va d’accord avec les instincts, tandis que la morale chrétienne qui condamne ces instincts est contre nature. Ce serait donc la « religion de l’amour » elle-même qui pervertirait l’homme ! « En disant « Dieu sonde les cœurs », elle […] pose Dieu en ennemi de la vie… » (dans la section Divagations d’un « inactuel », 35 et 37) Nietzsche présente la morale comme le résultat de la « désagrégation des instincts », un déclin de la vitalité, qui n’est en rien un progrès, mais bien une régression. « Ce qui, autrefois, faisait le piment de la vie, ne serait plus pour nous que poison… » Il met le christianisme et Schopenhauer sur le même plan lorsqu’il critique le fait que sous la formule mensongère « Ne pas chercher son avantage » se dissimule une autre, qui est « Je ne sais plus trouver mon avantage ». De même, sous « Rien n’a aucune valeur, la Vie n’a aucune valeur » se dissimule « Je n’ai plus aucune valeur ». Ce pessimisme contagieux est, pour Nietzsche, l’expression d’une époque décadente, et il en va de même pour la notion « d’égalité » entre les hommes.

« Moralité : il faut tirer sur la morale. »

— Section Maximes et traits, 36

### Les quatre grandes erreurs
Elles sont : 
1. l'erreur de la confusion entre la cause et l'effet
2. l'erreur de la causalité fausse
3. l'erreur des causes imaginaires
4. l'erreur du libre arbitre

### Ceux qui veulent rendre l'humanité meilleure
Le philosophe doit se placer par-delà le bien et le mal (« ce que j'exige du philosophe se placer par delà le bien et le mal »).

### Ce qui manque aux Allemands
Nietzsche critique de nouveau les Allemands : 

« Ce peuple s'est abêti à plaisir depuis près de mille ans » ; « Nulle part on a usé avec plus de dépravation des deux grands narcotiques européens : l'alcool et le christianisme. »

### Flâneries d'un inactuel
Nietzsche s'insurge contre ce qu'il nomme les « impossibilités », c'est-à-dire les pensées de personnes comme Sénèque, Schiller, Rousseau, Dante, Kant, Victor Hugo, Liszt, George Sand, John Stuart Mill, les frères Goncourt, Zola.
Si Nietzsche admet la lutte pour la vie darwinienne il affirme : « elle se termine malheureusement d'une manière contraire à celle que désirait l'école de Darwin, [...] au détriment des forts, des privilégiés, des expressions heureuses » ; « Les faibles finissent toujours par se rendre maitres des forts — c'est parce qu'ils sont en plus grand nombre. »
Nietzsche critique « l'art pour l'art », expression de Théophile Gautier : certes « L'art pour l'art veut dire : Que le diable emporte la morale » (on sait le dégoût que Nietzsche éprouvait à l'égard de la morale chrétienne), mais cette maxime se fonde sur le préjugé qu'il n'y aurait aucun but à l'art. Or pour Nietzsche, « l'art est la grande incitation à la vie », il tend à rendre la vie désirable.
Il y fait aussi une « critique de la modernité ».

### Ce que je dois aux anciens
Nietzsche se redit « le dernier disciple de Dionysos ». Il y souligne aussi l'importance du caractère dionysiaque dans sa pensée.

### Le marteau parle
Cette partie est un extrait de Ainsi parlait Zarathoustra, chapitre 3, page 303.

« Pourquoi si dur ? — dit un jour au diamant le charbon de cuisine ; ne sommes-nous pas proches parents ? — »
Pourquoi si mous ? Ô mes frères, je vous le demande, moi : n’êtes-vous donc pas — mes frères ?
Pourquoi si mous, si fléchissants, si mollissants ? Pourquoi y a-t-il tant de reniement, tant d’abnégation dans votre cœur ? si peu de destinée dans votre regard ?
Et si vous ne voulez pas être des destinées, des inexorables : comment pourriez-vous un jour vaincre avec moi ?
Et si votre dureté ne veut pas étinceler, et trancher, et inciser : comment pourriez-vous un jour créer avec moi ?
Car les créateurs sont durs. Et cela doit vous sembler béatitude d’empreindre votre main en des siècles, comme en de la cire molle, —
— béatitude d’écrire sur la volonté des millénaires, comme sur de l’airain, — plus dur que de l’airain, plus noble que l’airain. Le plus dur seul est le plus noble.
Ô mes frères, je place au-dessus de vous cette table nouvelle : DEVENEZ DURS ! »

— Le marteau parle

## Historique
Nietzsche écrivit le Crépuscule des Idoles en peu de jours, avant le 3 septembre 1888, à Sils-Maria. Le manuscrit expédié le 7 septembre à l’imprimeur portait de titre de Flâneries d’un psychologue, qui ne fut remplacé que pendant l’impression par le titre actuel. Le chapitre « Ce que les Allemands sont en train de perdre » fut intercalé en septembre, les aphorismes 32 à 43 des « Flâneries inactuelles » furent ajoutés au commencement d’octobre, pendant que le volume était à l’impression. Il ne vit le jour qu’après la catastrophe de Turin, en janvier 1889.

## Traductions
- Le Crépuscule des idoles, traduction par Henri Albert, Mercure de France,
- Crépuscule des idoles, traduction par Jean-Claude Hémery, Folio, 1988.
- Crépuscule des idoles, traduction par Patrick Wotling, Garnier-Flammarion, 2005.
- Crépuscule des idoles, traduction intégrale, analyse, glossaire, chronologie par Éric Blondel, Paris, Hatier, « Classiques Hatier de la philosophie », 2001 ; réédition Hatier, « Classiques & Cie », 2007.
- Le Crépuscule des idoles ou Comment on philosophe avec un marteau (fragments), traduction d'Henri Albert (1899), Éditions de L'Herne, 2009, 80 p. Ce Carnet est publié sous la direction de François L'Yvonnet.